# Chelodina
Chelodina – rodzaj żółwi z rodziny matamatowatych (Chelidae).

## Zasięg występowania
Rodzaj obejmuje gatunki występujące w Australii, na Nowej Gwinei (Indonezja i Papua-Nowa Gwinea) oraz na wyspach Roti (Indonezja) i Timor (Timor Wschodni).

## Systematyka

### Etymologia
- Chelodina: gr. χελυς khelus „żółw rzeczny”[8]; δινη dinē „wir, odmęt”[9][10].
- Hydraspis: gr. υδρα hudra „wąż morski”[11]; ασπις aspis, ασπιδος aspidos „tarcza”[12]. Gatunek typowy: Testudo longicollis Shaw, 1794.
- Hesperochelodina: gr. ἑσπερος hesperos „wieczorny, zachodni”[13]; rodzaj Chelodina Fitzinger, 1826[4]. Gatunek typowy: Chelodina steindachneri Siebenrock, 1914.
- Macrochelodina: gr. μακρος makros „długi”[14]; rodzaj Chelodina Fitzinger, 1826[4]. Gatunek typowy: Chelodina rugosa Ogilby, 1890.
- Macrodiremys: gr. μακρος makros „długi”; δειρη deirē „szyja”; εμυς emus, εμυδος emudos „żółw wodny”[5]. Gatunek typowy: Chelodina oblonga J.E. Gray, 1841.

### Podział systematyczny
Do rodzaju należą następujące gatunki:
- Chelodina burrungandjii Thomson, Kennett & Georges, 2000
- Chelodina canni McCord & Thomson, 2002
- Chelodina expansa J.E. Gray, 1857
- Chelodina gunaleni McCord & Joseph-Ouni, 2007
- Chelodina ipudinapi Joseph-Ouni & McCord, 2022
- Chelodina kuchlingi Cann, 1997
- Chelodina kurrichalpongo (Joseph-Ouni, McCord, Cann & Smales, 2019)
- Chelodina longicollis (Shaw, 1794) – chelodyna australijska[15]
- Chelodina mccordi Rhodin, 1994 – chelodyna rotiańska[15]
- Chelodina novaeguineae Boulenger, 1888
- Chelodina oblonga J.E. Gray, 1841
- Chelodina parkeri Rhodin & Mittermeier, 1976
- Chelodina pritchardi Rhodin, 1994
- Chelodina reimanni Philippen & Grossmann, 1990
- Chelodina rugosa Ogilby, 1889
- Chelodina steindachneri Siebenrock, 1914
- Chelodina walloyarrina (McCord & Joseph-Ouni, 2007)